# Call a Pizza
Die Call a Pizza Franchise GmbH, kurz Call a Pizza, ist ein 1984 gegründetes, deutsches Franchise-Unternehmen, das sich auf den Pizza-Lieferservice spezialisiert hat. Das Unternehmen ist bundesweit an mehr als 100 Standorten vertreten. Die Produktpalette umfasst in erster Linie Pizzen, Burger, Pasta und Salate.

## Geschichte
Unternehmensgründer Rudolf Hochreiter brachte 1984 als Erster die Idee des „food by phone“ aus den USA mit nach Deutschland. Mit der Eröffnung des ersten Geschäftes in München-Haidhausen legte er noch im selben Jahr den Grundstein für die Marke Call a Pizza.
Kurze Zeit später wurde die erste Franchiselizenz vergeben, dieser Betrieb eröffnete 1986. In den folgenden Jahren expandierte Call a Pizza vor allem in den Schwerpunktregionen München, Berlin, Hamburg, Dresden und Leipzig.
Im Jahr 2002 übernahm Thomas Wilde das Unternehmen. Wilde war zuvor selbst Masterfranchisenehmer und zuständig für die Region Berlin, bevor er die Markenrechte vom Unternehmensgründer erwarb. Seitdem leitet er zusammen mit derzeit sechs regionalen Masterfranchisenehmern das Unternehmen. Die erste internationale Filiale wurde im Juli 2010 im syrischen Aleppo eröffnet. Damit ist Call a Pizza die erste deutsche Heimlieferkette, die ein Geschäft außerhalb Europas eröffnete.

## Franchisesystem
Unternehmenssitz ist Berlin. Dort sind etwa fünfzehn Mitarbeiter beschäftigt. Als Franchisegeber fungiert die Call a Pizza Franchise GmbH, die sich im Alleinbesitz von Thomas Wilde befindet. Das Franchisesystem wird durch regionale Masterfranchisenehmer als Bindeglied zwischen der Zentrale und den einzelnen Franchisenehmern organisiert. Das systemgastronomische Konzept wird an allen Standorten gleichermaßen umgesetzt; so wird den Kunden deutschlandweit ein einheitliches rot-gelbes Bild präsentiert.

## Filialen
Call a Pizza setzt in seinen Filialen vorrangig auf den Lieferservice, mit dem zwischen 80 und 90 Prozent des Gesamtumsatzes erzielt wird. Durch diese Fokussierung auf die Kernkompetenz soll nach Angaben des Unternehmens die Einhaltung wichtiger Erfolgskriterien, wie Lieferzeit und Qualität, sichergestellt und Investitions- und Betriebskosten vergleichsweise niedrig gehalten werden.

## Produkte
Die Produktpalette umfasst in erster Linie Pizzen, Burger, Pasta und Salate, daneben werden auch Chicken Wings, Desserts und Getränke angeboten. Neben den beiden klassischen Bestellvarianten über das Telefon und Internet lässt sich bei Call a Pizza die Bestellung auch per iOS- oder Android-App aufgeben.

## Ausbildung
Das Unternehmen betreibt eine Ausbildungs-Akademie in Berlin. Hier werden neue Franchisenehmer in Produktion, administrativen Aufgaben, Personalplanung, Warenwirtschaft und Marketing geschult.